# Staré Sedlo (Teplá)
Staré Sedlo (německy Altsattl či Alt Sattl) je vesnice a část města Teplá v okrese Cheb v Karlovarském kraji. Leží necelých osm kilometrů jihovýchodně od Teplé. Jedná se o sídlo převážně liniového charakteru.

## Historie
První písemná zmínka o obci pochází z roku 1183. Tehdy kníže Bedřich daroval řádu manětínských johanitů obce Staré Sedlo, Zblažím (Blažim), Ingnerovice (?), Krsy, Zahrádka, Skršice (?), Kajšovice (Kejšovice), Polono (Polínka), Polom (Políkno), Vjakošov (Vlkošov) a Otročín, „zahrnuv je v jeden újezd, jemuž dáno jméno Jerusalem“.
Etymologie jména obce, které se v podobě „Ztare zedlo“ objevuje již v nejstarších písemných zmínkách, mohla vzniknout z kořene sed- dvěma možnými způsoby:
- (1) Příponou - ъlo, z čehož vzniklo staroslověnsky sedlo ve významu sedla na koně (srov. sedlo v srbochorvatštině a ruštině, či siedlo v polštině), nebo jako obrazné označení prohybu v horském hřbetu (odtud i doslovný překlad do němčiny Sattel);

anebo
- (2) rovněž příponou -lo ke kořeni sed-, kdy se takto vzniklé sedlo v jihoslovanských a východoslovanských jazycích změnilo na (staroslověnsky) selo ve významu „dvorec, role, bydliště“ (srov. bulharsky, rusky i srbchorvatsky selo znamenající „vesnice“). Toto sedlo se pak v západoslovanských jazycích – za účelem odlišení od „sedla“ ve významu „Sattel“ – prodloužením změnilo na sídlo (srov. místní jména Sedlec, Sedlice či Sedliště vycházející z původního sedlo, anebo apelativum sedlák, tedy „vesničan“).

V případě Starého Sedla však v dochovaných písemných pramenech dochází v průběhu času k oboustrannému překladu mezi česky sedlo („sídlo“) a německy Sattel („sedlo“) a nelze tedy rozhodnout, které z nich je původní co do významu. S přihlédnutím k faktu, že obec navíc leží v prohybu zemského reliéfu, se otázka ještě více komplikuje. Na základě dřívějšího výskytu českého sedlo v písemných pramenech je však patrná původnost tohoto názvu. Jeho možným významem „Staré sídlo“ by pak byla naznačena možnost, že ke stálému osídlení těchto míst mohlo dojít již dávno před rokem 1183.

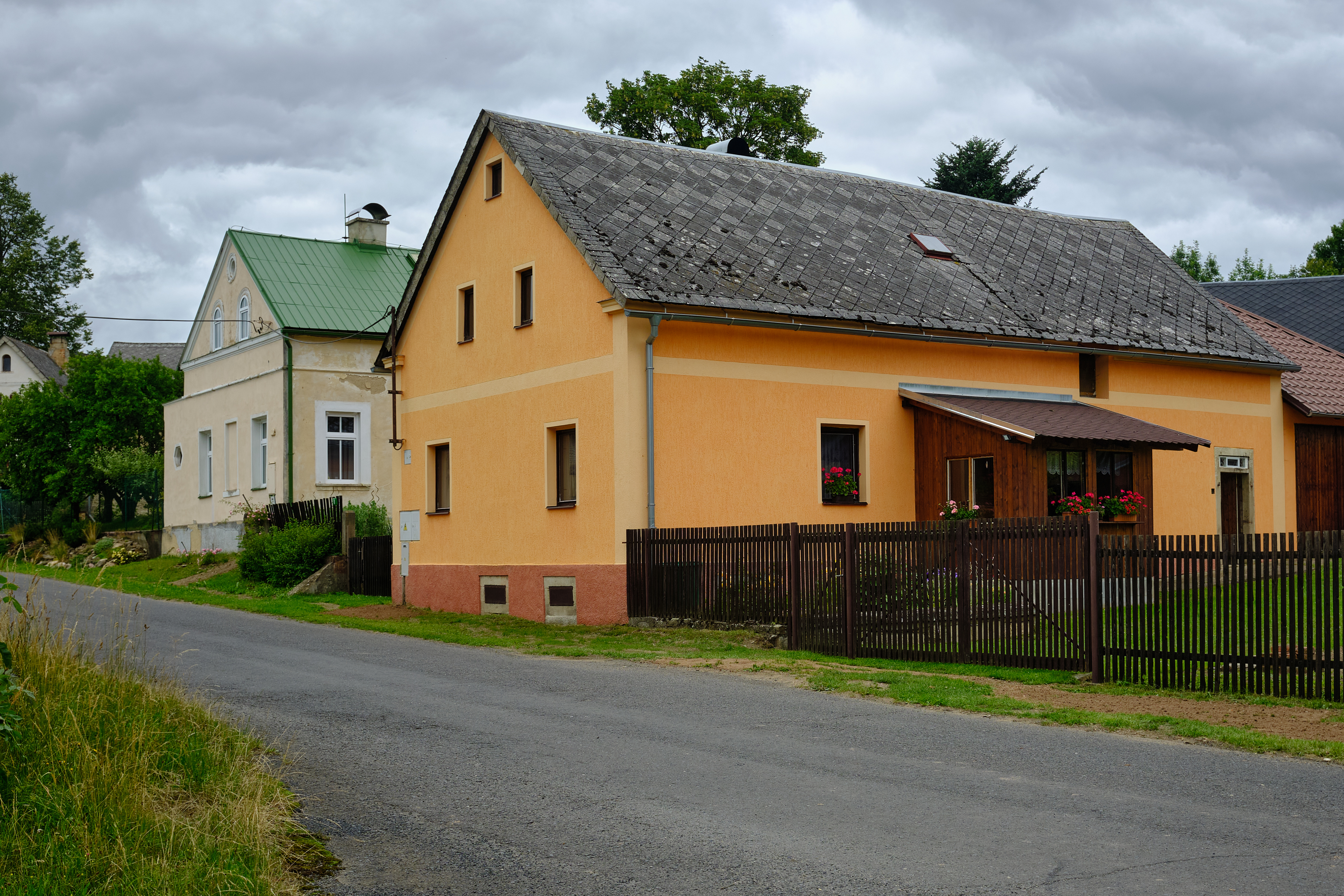
Náves - stavení čp. 6 a č. ev. 8

K roku 1459 je v archivu kláštera Teplá zmiňováno Staresedlo (k Teplé). Roku 1680 se ani Starému Sedlu nevyhnula selská bouře, vyvrcholení feudálního útlaku, kdy někteří nevolníci položili své životy při ozbrojeném střetnutí na Ovčím vrchu (698 metrů) v blízkosti tehdy již opuštěného hradu Krasíkova. Seznam panství, na nichž se povstání konalo, je zapsán v kronice Chotěšovskéské.
Již koncem 16. a v průběhu 17. století docházelo v okolí města Teplé k masivní německé kolonizaci a ke germanizaci celého území. K roku 1788 je Staré Sedlo zmiňováno již jako Alt-Sattel patřící pod panství Teplá (Herrschaft Tepel). Roku 1838 je název obce psán Altsattl.
Katastrální výměra obce činila ve 2. polovině 19. století 398 hektarů. Z toho bylo 232 hektarů užitná plocha, 162 hektarů les a 5 hektarů veřejné cesty. Ze 162 ha lesa náleželo 63 ha soukromým vlastníkům, 3,4 hektaru obci a 95,6 klášteru Teplá. Příslušný poštovní úřad se nacházel v klášteře Teplá, později pak v Úterý; nejbližší telegraf se nacházel v Toužimi. Věřící ze Starého Sedla museli na bohoslužby docházet do farního kostela svatého Jana Křtitele v obci Úterý (tehdy Neumarkt). Mimo Staré Sedlo byly k Úterý přifařeny také obce Svahy (Hangendorf), Křivce (Krips) a blízké samoty. V přibližně 2,5 kilometru vzdálených Křivcích se nacházel lokální kostel svatého Martina, v němž se ale bohoslužba konala jen v určené dny. V Křivcích byl také hřbitov pro místní i starosedelské obyvatele.
V roce 1875 byla ve Starém Sedle zbudována školní budova i s bytem pro učitele, v níž byla umístěna jednotřídní lidová škola. Roku 1907 byl založen starosedelský dobrovolný požární sbor, jenž disponoval dvěma stříkačkami a nezbytným příslušenstvím. Obchod a řemeslo byly v obci zastoupeny zejména obchodem s koloniálním zbožím a obchodem s obuví, ke kterému patřila dílna pro opravu bot. Dále se zde nacházely obchody s nejrůznějšími potravinami, hostinec s řeznictvím a s pokoji pro pocestné, jakož i kovárna v obecním domě (dům čp. 9, pozdější budova MNV). Obživu zajišťovalo pro většinu obyvatel Starého Sedla zemědělství – pěstováno bylo žito, pšenice, pivovarský ječmen, oves a okopaniny. Choval se zde hovězí dobytek, koně a prasata, jejichž výkrm zajišťovaly rozlehlé okolní louky ležící ladem. V obci byla zastoupena i řemeslná zaměstnání, nejčastěji pak zedník, kameník, sochař či tesař. Častý výskyt kamenického řemesla byl dán blízkostí trachytového lomu Stěnská na úpatí vrchu Špičák. Honební katastr pro lov činil 302 hektarů a vykazoval vždy bohatý stav lovné zvěře.

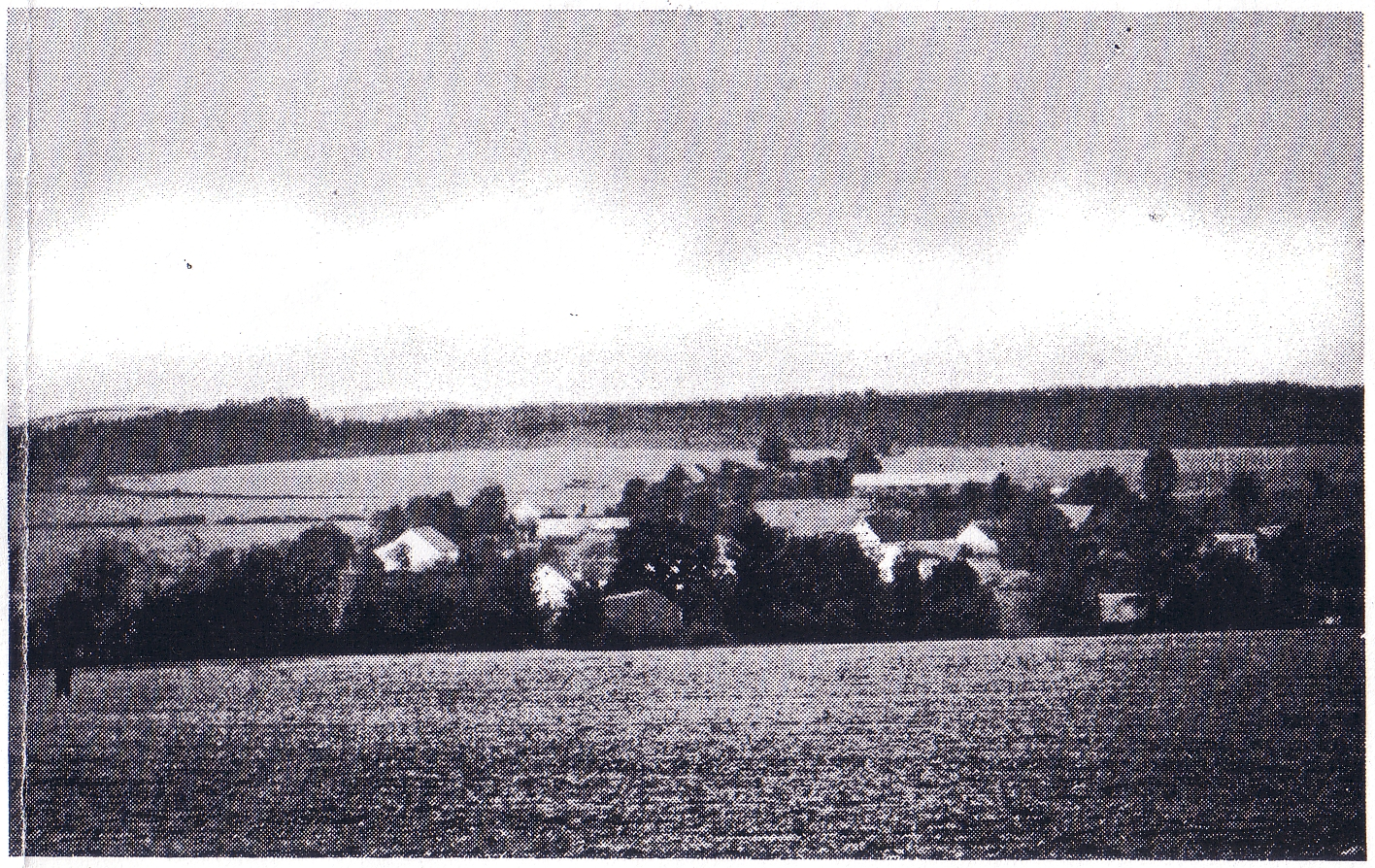
Staré Sedlo v 1. polovině 20. století

V první světové válce zahynulo nebo bylo pohřešováno osm mužů pocházejících z obce. Ve válce druhé zahynulo nebo bylo pohřešováno dvanáct místních mužů. Památku obětí první světové války připomínal kamenný pomník stojící před domem čp. 7, tzv. Páralovnou. Ten byl však patrně zničen v důsledku demolice statku čp. 7 a následnou výstavbou bytovek na jeho místě v 70. letech 20. století.
Před druhou světovou válkou bylo všech více než 200 obyvatel obce německé národnosti. Po Mnichovu 1938 připadlo celé území bývalého okresu Teplá pod Německou říši. Město Teplá bylo osvobozeno Američany 6. května 1945 a nedlouho po konci války začal odsun původního německého obyvatelstva. Poslední transporty ze Starého Sedla proběhly v srpnu roku 1946; vysídlenci byli posíláni do sběrného tábora v Teplé a odtud transportováni do Německa. Město bylo postupně dosídlováno a tento proces nebyl podle záznamů MNV ukončen ještě na konci roku 1952. Většina osídlenců pocházela z jižních Čech, zejména z Humpolce, Pelhřimova a Kamenice nad Lipou.
Místní správní komise byla ustanovena již v létě 1945 a později také vznikl samostatný Místní národní výbor. Po zrušení okresních úřadů 1. ledna 2003 byla Teplá přiřazena pod správní obvod obce s rozšířenou působností Mariánské Lázně. Přesto ale ještě 4 roky zůstala v okrese Karlovy Vary. K 1. lednu 2007 byla ale podle působnosti vyhlášky č. 513/2006 Sb. přičleněna do okresu Cheb, aby byl sjednocen okres i správní obvod obce s rozšířenou působností.
Od roku 1952 v obci bylo jednotné zemědělské družstvo. Nacházel se zde také obchod s potravinami provozovaný družstvem Jednota Toužim v domě čp. 10. Obchod však byl uzavřen po roce 1977 a do obce začala dojíždět pojízdná prodejna. Hospoda v domě čp. 36 byla v provozu také po válce, a to až do poloviny 50. let. Jednotřídní lidová škola se v Starém Sedle udržela do roku 1963. V roce 1974 bylo z iniciativy starosedelských a zahrádeckých obyvatel postaveno koupaliště poblíž osady Zahrádka. Ke konci roku 1974 MNV ještě schválil prodej některých chátrajících budov žadatelům pro rekreační účely. Od druhé poloviny 70. let začal v obci počet chalupářů narůstat. V současnosti se právě tehdejší generace chalupářů a chatařů ve Starém Sedle pomalu začíná usazovat natrvalo a tvoří tak novou vlnu stálých obyvatel obce.

## Přírodní poměry
Staré Sedlo leží v údolí mezi vrchem Špičák (726 metrů) a Sedelskou rovinou na severu, a vrchem Kázek (653 metrů) a Klášterským lesem na jihu. Přibližně půl kilometru západně od obce, směrem na Zahrádku, teče Nezdický potok, jenž se později vlévá do potoka Úterského. 2,5 kilometru západně od Starého Sedla, zhruba na půli cesty do Úterý, se nachází takzvaný Reitenbergův pramen; dva kilometry východně nalezneme poblíž obce Zahrádka takzvanou Zahrádeckou kyselku.

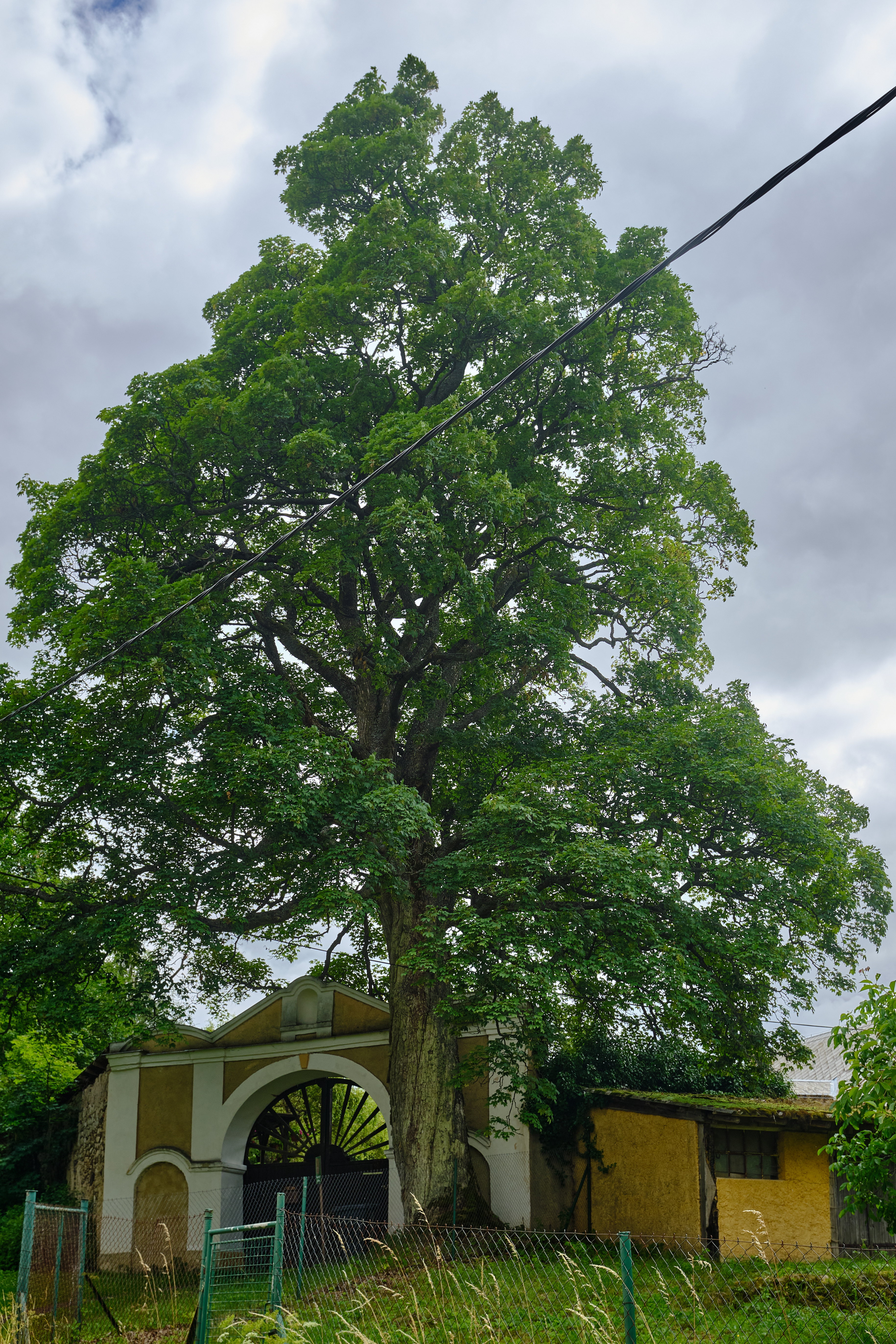
Památný strom ve Starém Sedle u brány čp. 12

1,5 kilometru severně od Starého Sedla, poblíž silnice II. třídy číslo 210, se nalézá vrch Špičák (Spitzberg). Na jeho jižním úpatí se z lomu Stěnská již více než 800 let těží přírodní kámen vulkanického původu s převahou živců zvaný trachyt, jehož výskyt je v České republice poměrně vzácný. Z trachytu byl vybudován např. klášter Teplá, ale i celé Staré Sedlo a všechny okolní obce. Těžba trachytových bloků v lomu Stěnská je dnes prováděna pomocí řetězových a lanových pil. Dál za Stěnským lomem se nachází Stěnský rybník, jehož vodní plocha má rozlohu čtyři hektary. Tento starý klášterní rybník byl zbudován již v 17. století na Úterském potoce a v roce 2007 byl kompletně revitalizován.

## Obyvatelstvo
Při sčítání lidu v roce 1921 zde žilo 184 obyvatel, z nichž 183 bylo Němců a jeden byl cizinec. Všichni obyvatelé se hlásili k římskokatolické církvi.
| Rok                                                   | 1869 | 1880 | 1890 | 1900 | 1910 | 1921 | 1930 | 1950 | 1961 | 1970 | 1980 | 1991 | 2001 | 2011 | 2021 |
| ----------------------------------------------------- | ---- | ---- | ---- | ---- | ---- | ---- | ---- | ---- | ---- | ---- | ---- | ---- | ---- | ---- | ---- |
| Počet obyvatel                                        | 185  | 189  | 189  | 194  | 177  | 184  | 205  | 89   | 70   | 47   | 52   | 34   | 34   | 22   | 26   |
| Počet domů                                            | 26   | 30   | 30   | 33   | 34   | 34   | 36   | 25   | 28   | 14   | 15   | 19   | 21   | 22   | 24   |
| V počtů domů v roce 1961 jsou zahrnut domy v Zahrádce |      |      |      |      |      |      |      |      |      |      |      |      |      |      |      |

## Obecní správa
Při sčítání lidu v letech 1850–1974 Staré Sedlo bylo samostatnou obcí, se kterým patřilo nejprve do okresu Teplá, ale v roce 1950 v okrese Toužim a v letech 1961–1974 v okrese Karlovy Vary. Od 1. ledna 1975 je částí města Teplá v okrese Karlovy Vary, ale od 1. ledna 2007 v okrese Cheb. V letech 1850–1879 k obci patřily Nezdice, v letech 1850–1879 a v letech 1961–1974 Beroun a Zahrádka a v letech 1961–1974 také Heřmanov.

## Doprava
Vede silnice III. třídy, která jej spojuje s obcemi Zahrádka, Křivce, Bezdružice a rovněž se silnicí II. třídy číslo 210 (spojující Teplou a Úterý). Přes obec je také vedena značená cyklotrasa IV. třídy s označením 2208 (Hanov – Pěkovice – Staré Sedlo – Bezdružice) v délce 21 kilometrů.

## Pamětihodnosti

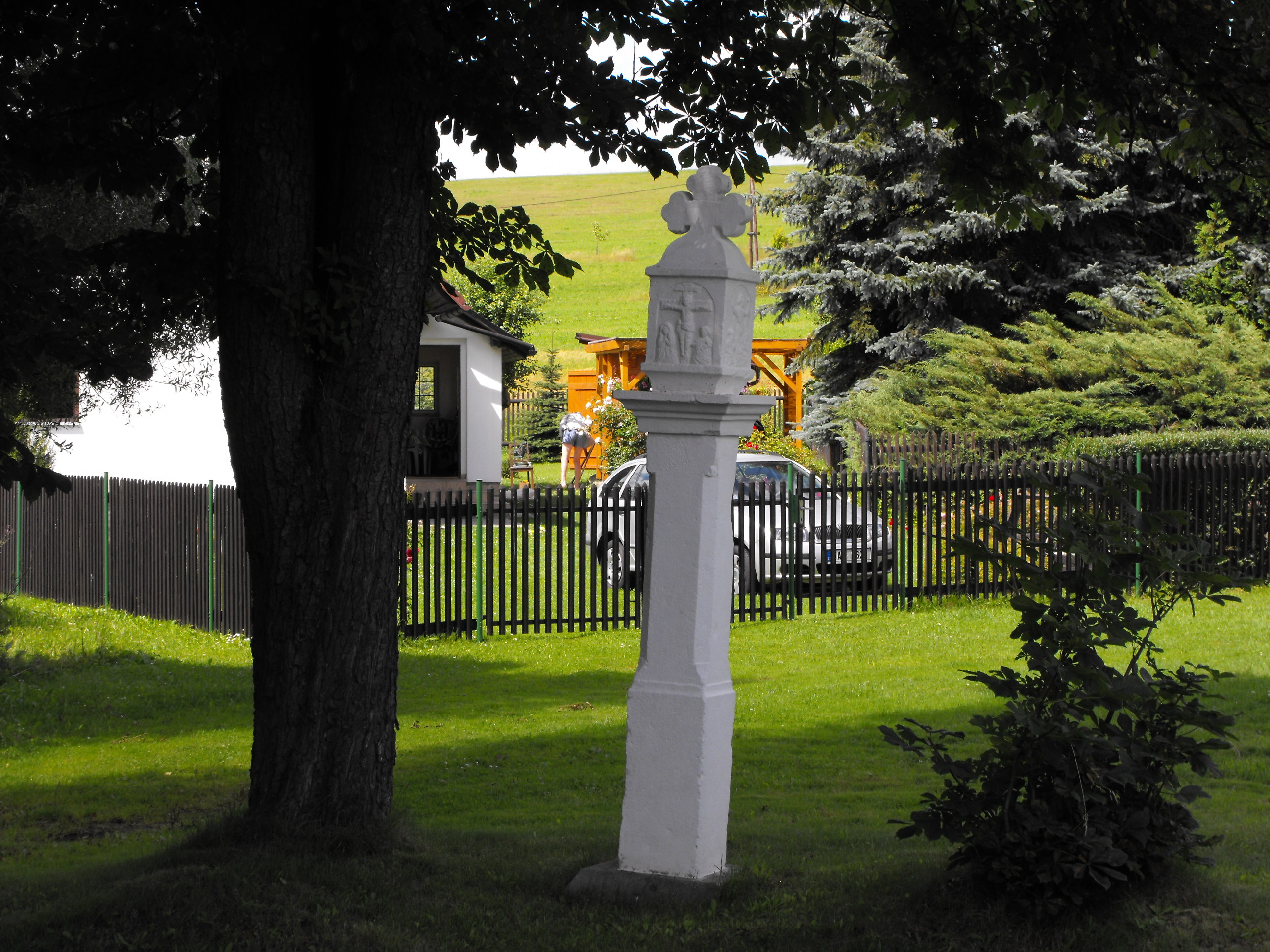
Boží muka ve Starém Sedle

V obci se nachází jeden památný strom: 18,5 metru vysoký javor klen s 337centimetrovým obvodem kmene, pojmenovaný „Javor u brány“. Stojí před malebnou bránou domu čp. 12 na jižním okraji Starého Sedla. Nalezneme zde také jedna zachovalá boží muka (stojící u silnice na východním okraji obce) a dva památné kameny z konce 19. století, které jsou však oba značně poničeny: jeden (z roku 1889) leží povalený v poli pod osamělým stromem jihozápadně od vrchu Kázek, druhý (z roku 1870) ve škarpě u silnice na Křivce.